# Liesegang (Unternehmen)
Liesegang war ein auf Tageslichtprojektoren und Multimediaprojektoren spezialisiertes Unternehmen mit Hauptsitz in Essen und ist heute eine Marke und Abteilung der TAS-media.com GmbH in Bochum. Das Unternehmen Liesegang wurde 1854 gegründet und bis 2004 als Ed. Liesegang oHG in Düsseldorf geführt und galt als ein deutscher Traditionshersteller von Projektionstechnik.

## Geschichte

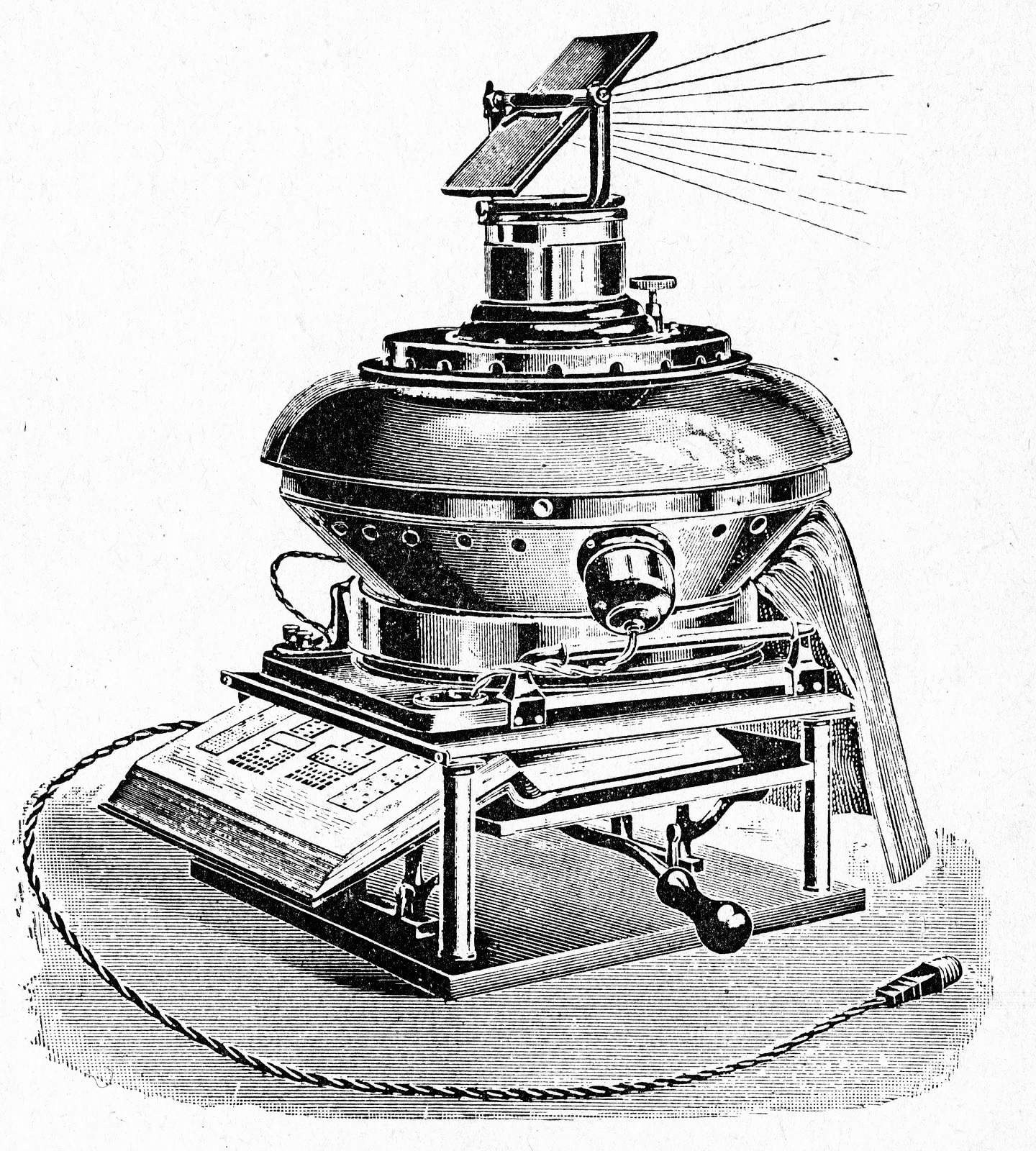
Episkop von Eduard Liesegang, um 1926

Friedrich Wilhelm Eduard Liesegang (1803–1871) war der Gründer des Unternehmens Ed. Liesegang oHG, das durch seine Projektoren bekannt wurde.
1854 übernahm Eduard Liesegang das Fotogeschäft von Hermann Emden und gründete das Unternehmen. Sein Sohn Paul Liesegang (1838–1896) veröffentlichte im Jahr 1856 ein Standardwerk zur Fotografie, gründete 1860 die Zeitschrift Das Fotografische Archiv und reichte 1877 das erste Liesegang-Patent ein. Am Ende des 19. Jahrhunderts entwickelte ein Enkel des Gründers und späterer Mitinhaber des Unternehmens, der Chemiker Raphael Liesegang, Ideen zum „elektrischen Fernsehen“ und zu Vorläufern des Bildtelefons. Das Unternehmen besaß damals eine fotografische Fabrik in Elberfeld. 1873 zog das Unternehmen nach Düsseldorf um, wo es sich an der Kavalleriestraße niederließ.
Als Paul Liesegang 1896 starb, übernahmen der Sohn Raphael Liesegang und zwei seiner Brüder die Fabrik, die sie modernisierten. Die Fotopapier- und Entwicklerabteilung wurde 1907 an die Farbenfabriken Friedrich Bayer & Co. in Leverkusen verkauft. Hieraus sollte später eine Keimzelle der Agfa-Werke entstehen. Als Raphael Liesegang aus dem Unternehmen ausschied, wurde die optische Abteilung von seinen Brüdern in Düsseldorf weitergeführt. Kurz nach der Jahrhundertwende hatten sich Optik und Projektionstechnik als Schwerpunkt des Unternehmens etabliert. 1926 erfolgte ein Umzug des Unternehmens auf ein Areal in Düsseldorf-Unterbilk. Das Gelände der Alten Liesegang-Fabrik, Volmerswerther Straße 21, wo früher Diaprojektoren produziert wurden, ist inzwischen zu einem Zentrum für Künstler und Designer geworden.
Nach Insolvenz der ehemals in Familienbesitz befindlichen Liesegang oHG 2004 wurde das Unternehmen 2006 als Liesegang Technology Vertriebsgesellschaft mbH mit Sitz in Essen neu gegründet. Zum 1. September 2009 wurde Liesegang mit der TAS-Media.com GmbH in Mülheim an der Ruhr verschmolzen und ist seither Teil des Unternehmens.

### Entwicklungen
Raphael Liesegang entwickelte 1892 das erste matte Zelloidinpapier und den Hydrochinon-Entwickler Aristogen. Wichtige Entwicklungen waren 1913 der erste Projektor mit Metallfaden-Glühlampe oder 1931 ein Kleinbild-Projektor und ein Vergrößerungsgerät für die populär werdende Kleinbildfotografie. Die ersten verschüttsicheren Dia-Magazine wurden 1954 entwickelt und produziert. 2001 wurde der bis dahin hellste ultraportable Daten-Video-Projektor seiner Klasse eingeführt (Liesegang ddv 1111 ultra mit 1.700 Lumen bei 2,9 kg Gewicht).

### Produkte

#### Kameras

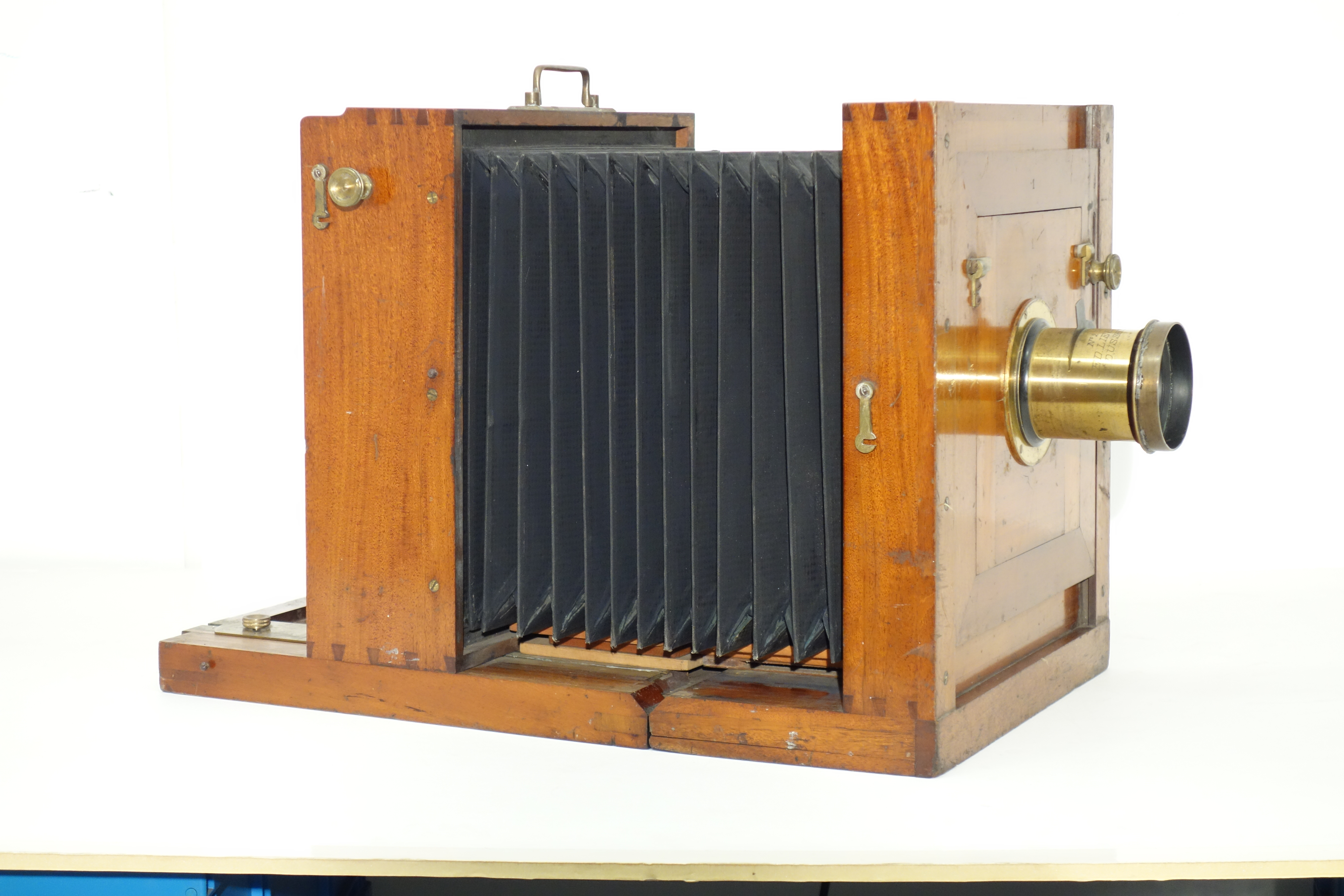
Liesegang Balgenkamera, Format 18 cm × 24 cm

Nach der Gründung 1854 war in erster Linie die Herstellung von „fotographischen Artikeln“ für den eigenen Bedarf im Vordergrund und sie wurden dann auch mit Erfolg zum Verkauf angeboten. Schon nach drei Jahren wurden in einer Kunst-Tischlerei die ersten Kameras hergestellt.

#### Diaprojektoren

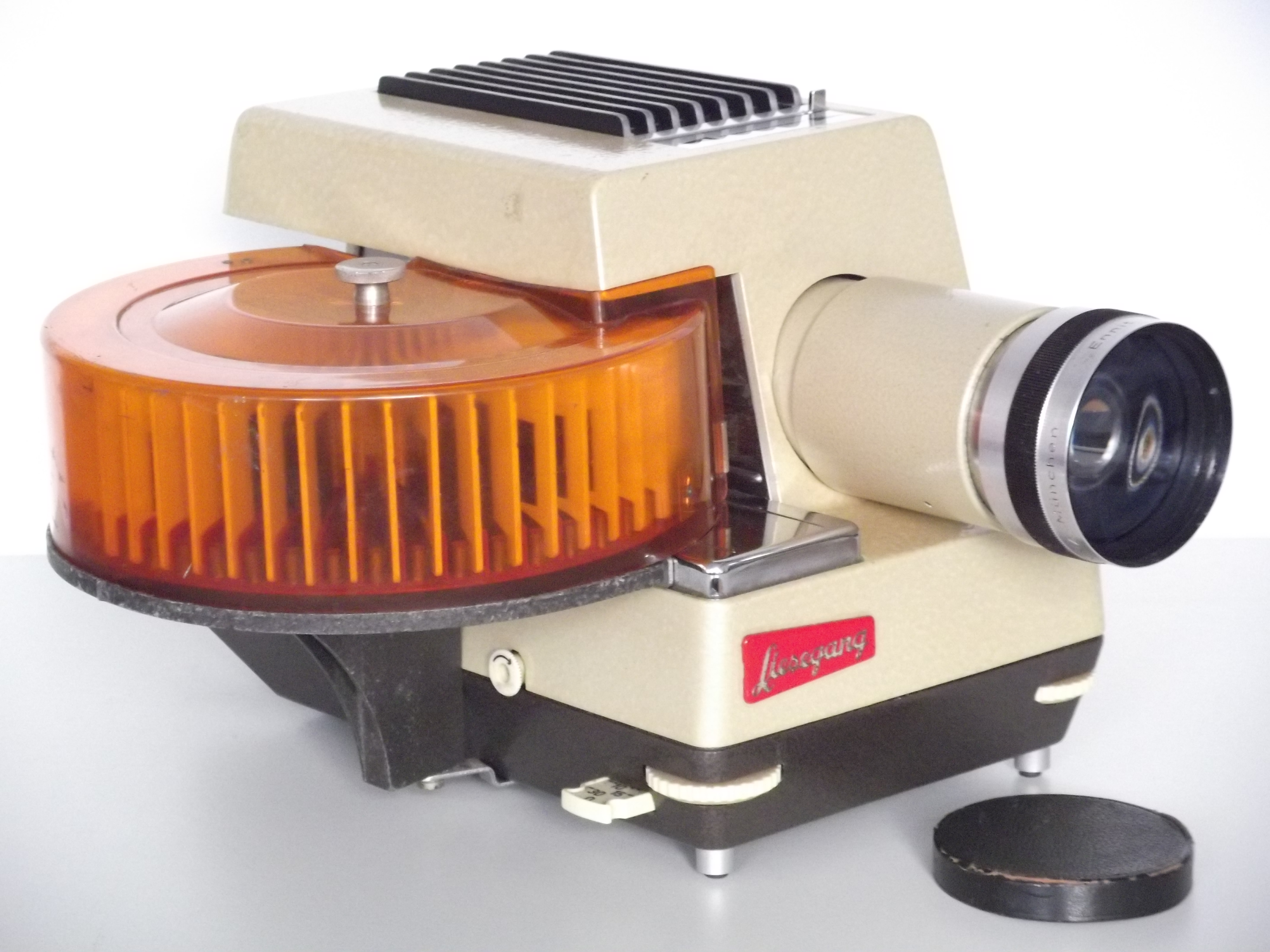
Liesegang Fantax Werbeprojektor 500, für 48 Dias 5cm×5cm im Rundmagazin, 500-Watt-Lampe, ab 1959

Typische Produkte der Ed. Liesegang oHG waren Filmprojektoren (Diafilmax) und Diaprojektoren der Reihen
- Diafant und Neo-Diafant (ca. 1940er Jahre)
- Fantax (ca. 1950er bis 1970er Jahre)
- Fanti Automat und Fantimat (ca. 1970er bis 1980er Jahre)
- Junior und die 3000er Reihe (z. B. Liesegang 3600 AF selectiv) (ca. seit den 1980er Jahren)

Der Liesegang Avanti war ein Projektor für Großformatdias (13 cm × 13 cm). Die Projektoren waren oft mit eigens für Liesegang hergestellten Projektionsobjektiven ausgestattet (Omar, Sigmat, Patrinast, Sankar).

#### Episkope, Epidiaskope, Antiskop
Auch Antiskope, Episkope und Epidiaskope wurden hergestellt – zum Beispiel das „Megadiaskop“ Janus, das Episkop und Diaprojektor in einem war. Die Projektionsobjektive wurden als Janar bezeichnet. Neuere Typen wurden mit Objektiven wie dem Novotrinast-Anastigmaten (1:3,6 / 330 mm) oder dem sehr großen Meganast-Anastigmat (1:5,5 / 1000 mm) ausgerüstet.
Weitere Produkte waren Mikrofilmlesegeräte.

## Galerie von Produkten

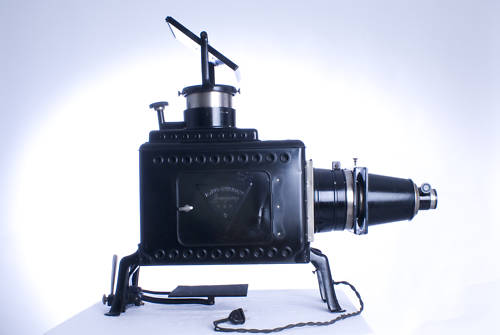
Epidiaskop Janus, ca. 1910, Projektion von oben über einen Spiegel
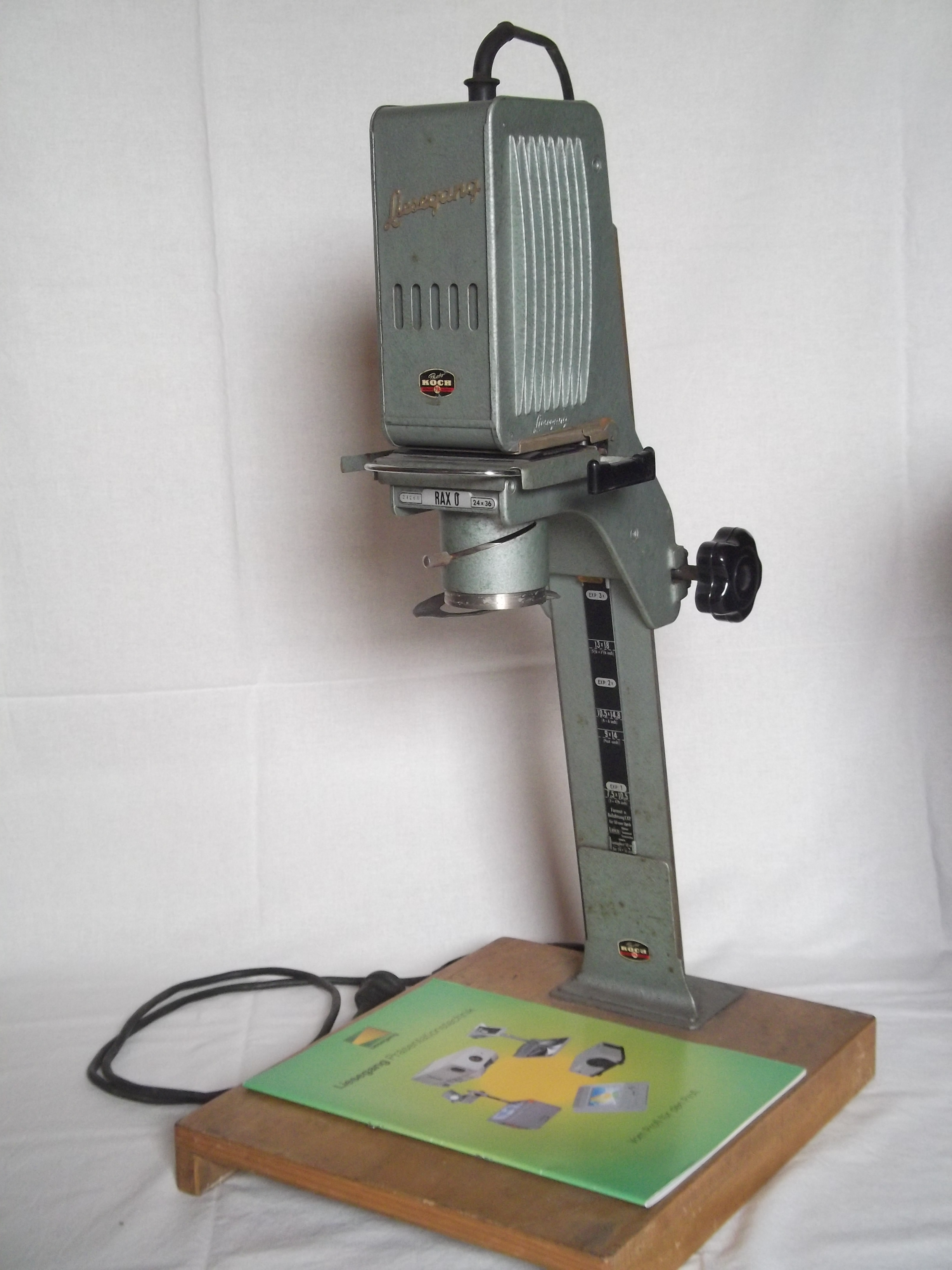
Vergrößerungsgerät Liesegang Rax 0, Kleinbildformat, 1952
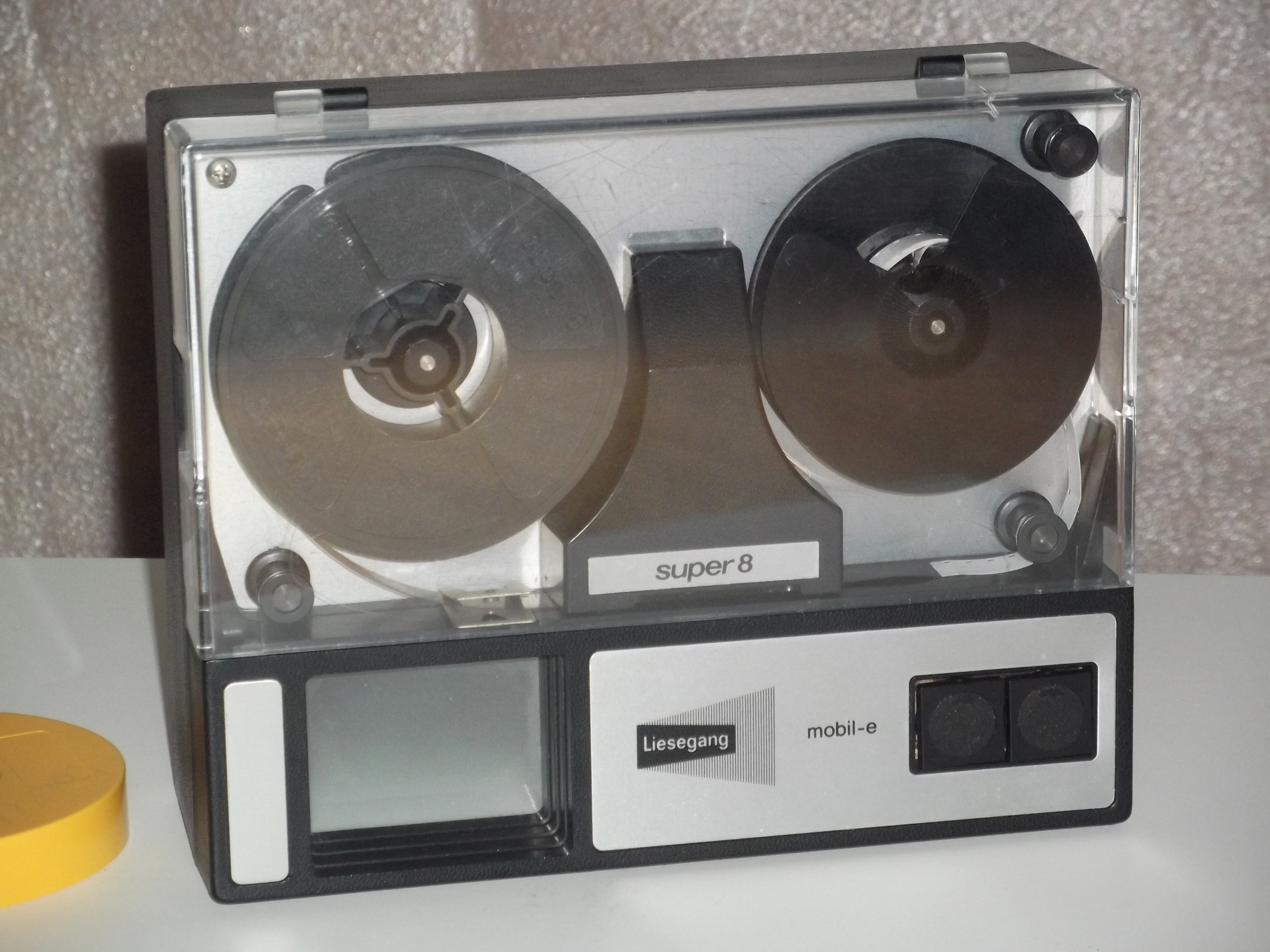
Filmbetrachter, Format Super 8, 1968
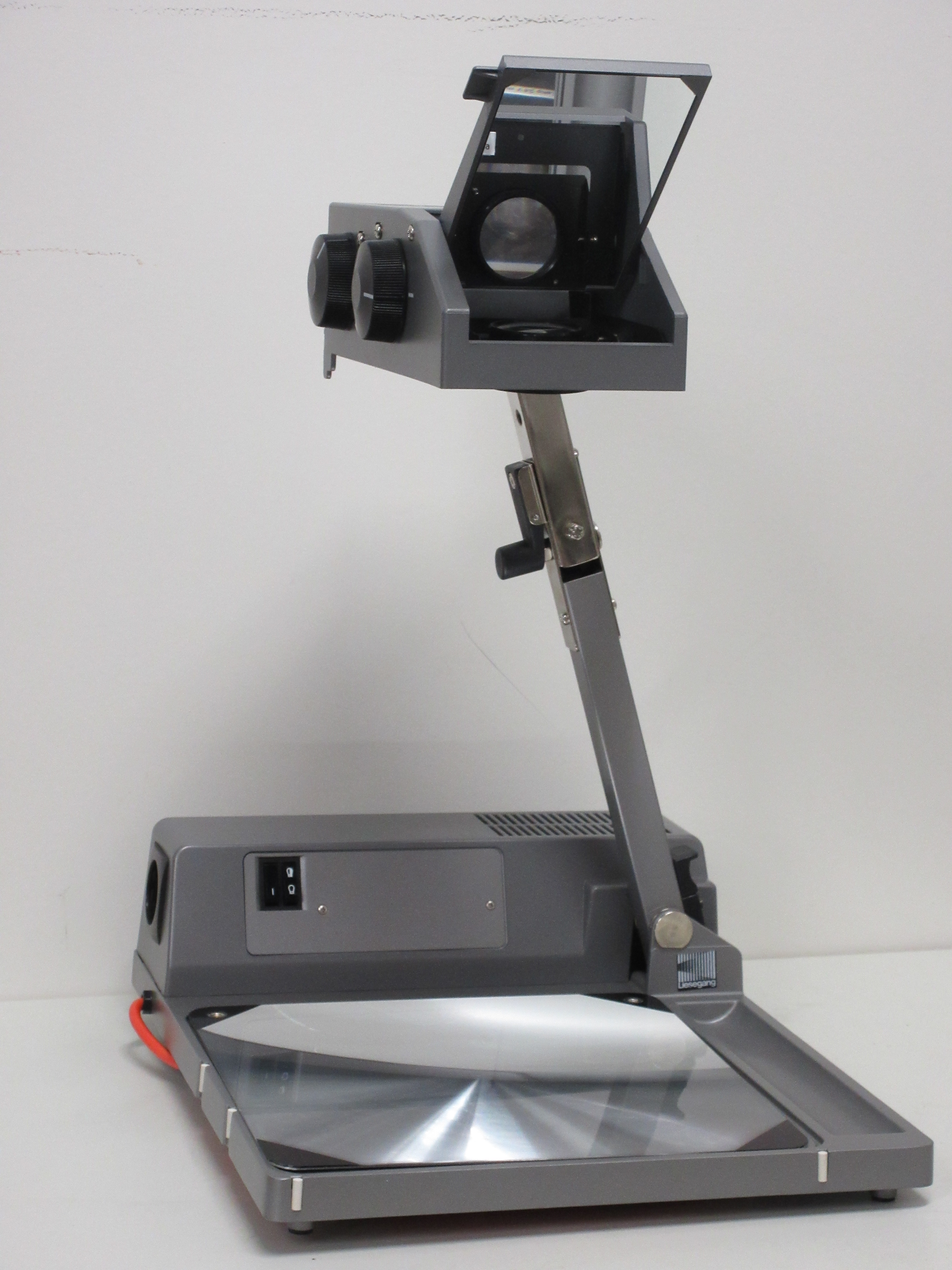
Tageslichtprojektor Liesegang portable Typ 615, Vorlagenfläche DIN A4, 24-Volt-Lampe mit 250 Watt, zusammenklappbar, ab 1982
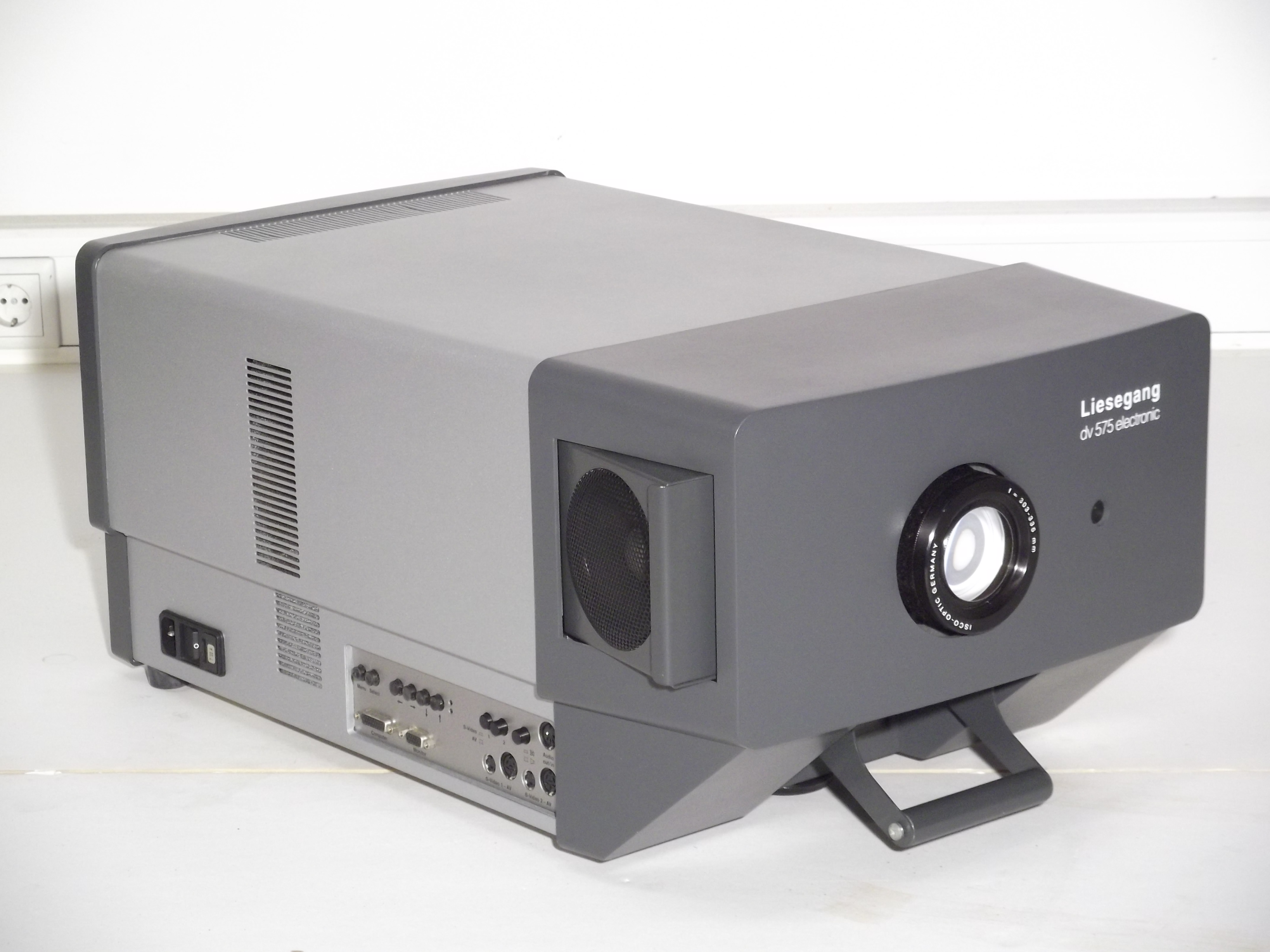
Videoprojektor Liesegang dv 575 electronic, 640 × 480 Pixel, Lampe mit 575 Watt, 1994